# Queens Park Rangers Football Club 2011-2012
Questa voce raccoglie le informazioni riguardanti il Queens Park Rangers Football Club nelle competizioni ufficiali della stagione 2011-2012.

## Stagione
La stagione 2011-2012 è stata la 125ª stagione professionistica del Queens Park Rangers Football Club e la loro 1ª stagione in Premier League a 15 anni dall'ultima apparizione.

## Maglie e sponsor
Lo sponsor tecnico per la stagione 2011-2012 è Lotto, lo sponsor ufficiale è la Malaysia Airlines (prima maglia) per le partite casalinghe e la Air Asia (seconda e terza maglia) per le partite in trasferta.

## Rosa
| N. |                        | Ruolo | Calciatore              |
| -- | ---------------------- | ----- | ----------------------- |
| 1  | Irlanda (bandiera)     | P     | Paddy Kenny             |
| 2  | Inghilterra (bandiera) | D     | Bradley Orr             |
| 3  | Inghilterra (bandiera) | D     | Clint Hill              |
| 4  | Inghilterra (bandiera) | C     | Shaun Derry             |
| 5  | Inghilterra (bandiera) | D     | Fitz Hall               |
| 6  | Galles (bandiera)      | D     | Daniel Gabbidon         |
| 7  | Marocco (bandiera)     | C     | Adel Taarabt (capitano) |
| 8  | Inghilterra (bandiera) | C     | Kieron Dyer             |
| 9  | Inghilterra (bandiera) | A     | Dudley Campbell         |
| 10 | Inghilterra (bandiera) | A     | Jay Bothroyd            |
| 11 | Argentina (bandiera)   | C     | Alejandro Faurlín       |
| 12 | Scozia (bandiera)      | A     | Jamie Mackie            |
| 13 | Senegal (bandiera)     | D     | Armand Traoré           |
| 14 | Ungheria (bandiera)    | C     | Ákos Buzsáky            |
| 15 | Brasile (bandiera)     | D     | Bruno Perone            |
| 16 | Inghilterra (bandiera) | D     | Matthew Connolly        |
| 17 | Inghilterra (bandiera) | C     | Joey Barton             |
| 18 | Inghilterra (bandiera) | D     | Luke Young              |
| 19 | Ghana (bandiera)       | A     | Patrick Agyemang        |
| 20 | Inghilterra (bandiera) | A     | Rob Hulse               |

| N. |                        | Ruolo | Calciatore            |
| -- | ---------------------- | ----- | --------------------- |
| 21 | Inghilterra (bandiera) | C     | Tommy Smith           |
| 22 | Islanda (bandiera)     | A     | Heiðar Helguson       |
| 23 | Francia (bandiera)     | A     | Djibril Cissé         |
| 24 | Rep. Ceca (bandiera)   | P     | Radek Černý           |
| 25 | Inghilterra (bandiera) | C     | Hogan Ephraim         |
| 26 | Irlanda (bandiera)     | P     | Brian Murphy          |
| 28 | Nigeria (bandiera)     | D     | Danny Shittu          |
| 29 | Mali (bandiera)        | C     | Samba Diakité         |
| 30 | Inghilterra (bandiera) | A     | Troy Hewitt           |
| 32 | Inghilterra (bandiera) | C     | Shaun Wright-Phillips |
| 33 | Italia (bandiera)      | A     | Federico Macheda      |
| 34 | Nigeria (bandiera)     | D     | Taye Taiwo            |
| 35 | Inghilterra (bandiera) | D     | Anton Ferdinand       |
| 36 | Portogallo (bandiera)  | C     | Bruno Andrade         |
| 37 | Inghilterra (bandiera) | C     | Lee Cook              |
| 38 | Irlanda (bandiera)     | C     | Martin Rowlands       |
| 40 | Irlanda (bandiera)     | D     | Michael Harriman      |
| 42 | Inghilterra (bandiera) | C     | Jason Puncheon        |
| 42 | Inghilterra (bandiera) | C     | Nedum Onuoha          |
| 52 | Inghilterra (bandiera) | A     | Bobby Zamora          |

## Calciomercato

### Sessione estiva(dall'1/7 all'1/9)
| Acquisti | Acquisti              | Acquisti        | Acquisti   |
| R.       | Nome                  | da              | Modalità   |
| -------- | --------------------- | --------------- | ---------- |
| A        | D. J. Campbell        | Blackpool       | definitivo |
| A        | Jay Bothroyd          | Cardiff City    | definitivo |
| C        | Kieron Dyer           | West Ham Utd    | definitivo |
| C        | Lee Cook              | Leyton Orient   | prestito   |
| D        | Danny Gabbidon        | West Ham Utd    | definitivo |
| P        | Brian Murphy          | Ipswich Town    | definitivo |
| C        | Bruno Perone          | Xerez           | definitivo |
| C        | Joey Barton           | Newcastle Utd   | definitivo |
| D        | Luke Young            | Aston Villa     | definitivo |
| D        | Armand Traoré         | Arsenal         | definitivo |
| D        | Anton Ferdinand       | Sunderland      | definitivo |
| D        | Shaun Wright-Phillips | Manchester City | definitivo |
| C        | Jason Puncheon        | Southampton     | prestito   |

| Cessioni | Cessioni           | Cessioni            | Cessioni   |
| R.       | Nome               | a                   | Modalità   |
| -------- | ------------------ | ------------------- | ---------- |
| D        | Lee Brown          | Bristol Rovers      | definitivo |
| D        | Kaspars Gorkšs     | Reading             | definitivo |
| C        | Mikele Leigertwood | Reading             | definitivo |
| C        | Georgios Tofas     | Anagennisi Dherynia | definitivo |
| C        | Romone Rose        | Muangthong Utd      | definitivo |
| C        | Leon Clarke        | Swindon Town        | definitivo |
| A        | Antonio German     | Stockport County    | definitivo |

### Trasferimenti tra le due sessioni
| Acquisti | Acquisti   | Acquisti          | Acquisti      |
| R.       | Nome       | da                | Modalità      |
| -------- | ---------- | ----------------- | ------------- |
| D        | Clint Hill | Nottingham Forest | fine prestito |

| Cessioni | Cessioni             | Cessioni          | Cessioni   |
| R.       | Nome                 | a                 | Modalità   |
| -------- | -------------------- | ----------------- | ---------- |
| D        | Clint Hill           | Nottingham Forest | prestito   |
| C        | Matteo Alberti       | svincolato        | definitivo |
| A        | Alessandro Pellicori | svincolato        | definitivo |

### Sessione invernale(dal 3/1 al 31/1)
| Acquisti | Acquisti         | Acquisti        | Acquisti   |
| R.       | Nome             | da              | Modalità   |
| -------- | ---------------- | --------------- | ---------- |
| A        | Federico Macheda | Manchester Utd  | prestito   |
| D        | Taye Taiwo       | Milan           | prestito   |
| D        | Nedum Onuoha     | Manchester City | definitivo |
| C        | Samba Diakité    | Nancy           | prestito   |
| A        | Djibril Cissé    | Lazio           | definitivo |

| Cessioni | Cessioni           | Cessioni    | Cessioni      |
| R.       | Nome               | a           | Modalità      |
| -------- | ------------------ | ----------- | ------------- |
| C        | Jason Puncheon     | Southampton | fine prestito |
| C        | Martin Rowlands    | -           | svincolato    |
| D        | Matthew Connolly   | Reading     | prestito      |
| C        | Petter Vaagan Moen | -           | svincolato    |

## Risultati

### Premier League
| Arbitro: | Atkinson |

|  |           |                                                       |
|  | Marcatori | 31’ Cahill 67’ (aut.) Gabbidon 70’ Klasnic 79’ Muamba |

| Arbitro: | K Friend |

|  |           |           |
|  | Marcatori | 31’ Smith |

| Arbitro: | M Oliver |

|                   |           |  |
| Di Santo 41’, 66’ | Marcatori |  |

| Londra 12 settembre 2011, ore 21:00 CEST 4ª giornata | QPR       | 0 – 0 referto | Newcastle Utd | Loftus Road (16.211 spett.)\| Arbitro: \| Phil Dowd \| |
| Arbitro:                                             | Phil Dowd |               |               |                                                        |

| Arbitro: | A Taylor |

|  |           |                                   |
|  | Marcatori | 7’ Barton 9’ Faurlín 87’ Campbell |

| Arbitro: | M Oliver |

|             |           |                  |
| Johnson 58’ | Marcatori | 93’ (aut.) Dunne |

| Arbitro: | Marriner |

|                                                               |           |  |
| Johnson 2’, 38’, 59’ Murphy 20’ (rig.) Dempsey 65’ Zamora 74’ | Marcatori |  |

| Arbitro: | M Clattenburg |

|              |           |           |
| Helguson 17’ | Marcatori | 24’ Samba |

| Arbitro: | C. Foy |

|                     |           |  |
| Helguson 10’ (rig.) | Marcatori |  |

| Arbitro: | H Webb |

|                                 |           |              |
| Bale 20’, 20’ Van der Vaart 33’ | Marcatori | 62’ Bothroyd |

| Arbitro: | M Atkinson |

|                           |           |                                 |
| Bothroyd 28’ Helguson 69’ | Marcatori | 43’ Džeko 52’ Silva 74’ Y.Touré |

| Arbitro: | M Jones |

|                          |           |                             |
| Walters 8’ Shawcross 64’ | Marcatori | 22’, 54’ Helguson 44’ Young |

| Arbitro: | M Clattenburg |

|                        |           |           |
| R. Martin 15’ Holt 73’ | Marcatori | 59’ Young |

| Arbitro: | M Atkinson |

|              |           |          |
| Helguson 20’ | Marcatori | 81’ Long |

| Arbitro: | L Mason |

|            |           |  |
| Suárez 47’ | Marcatori |  |

| Arbitro: | H Webb |

|  |           |                     |
|  | Marcatori | 1’ Rooney 60’ Evans |

| Arbitro: | A Marriner |

|                         |           |                                      |
| Helguson 63’ Mackie 67’ | Marcatori | 19’ Bendtner 53’ Sessègnon 89’ Brown |

| Arbitro: | L Probert |

|              |           |            |
| Richards 42’ | Marcatori | 57’ Mackie |

| Arbitro: | M Atkinson |

|                |           |  |
| van Persie 60’ | Marcatori |  |

| Arbitro: | N Swarbrick |

|            |           |                            |
| Barton 11’ | Marcatori | 42’ Pilkington 83’ Morison |

| Arbitro: | C Foy |

|          |           |  |
| Best 37’ | Marcatori |  |

| Arbitro: | J Moss |

|                                           |           |               |
| Helguson 37’ (rig.) Buzsaky 45’ Smith 81’ | Marcatori | 66’ Rodallega |

| Arbitro: | N Swarbrick |

|                       |           |                            |
| Bent 45’ N'Zogbia 79’ | Marcatori | 12’ Cisse 29’ (OG) Warnock |

| Arbitro: | M Clattenburg |

|            |           |                      |
| Zamora 16’ | Marcatori | 46’ Jarvis 71’ Doyle |

| Arbitro: | M Dean |

|                                    |           |                 |
| Yakubu 15’ N'Zonzi 23’ Hoilett 45’ | Marcatori | 71’, 90’ Mackie |

| Arbitro: | P Dowd |

|  |           |               |
|  | Marcatori | 7’ Pogrebnyak |

| Arbitro: | K Friend |

|            |           |             |
| Zamora 36’ | Marcatori | 31’ Drenthe |

| Arbitro: | M Atkinson |

|                         |           |           |
| Pratley 37’ Klasnić 86’ | Marcatori | 48’ Cissé |

| Arbitro: | H Webb |

|                                  |           |                     |
| Derry 77’ Cissé 86’ Mackie 90+1’ | Marcatori | 54’ Coates 72’ Kuyt |

| Arbitro: | M Jones |

|                                         |           |           |
| Bendtner 41’ McClean 70’} Sessègnon 76’ | Marcatori | 79’ Taiwo |

| Arbitro: | M Dean |

|                         |           |             |
| Taarabt 22’ Diakité 66’ | Marcatori | 37’ Walcott |

| Arbitro: | L Mason |

|                                |           |  |
| Rooney 15’ (rig.) Scholes 68’} | Marcatori |  |

| Arbitro: | L Probert |

|                                     |           |  |
| Barton 45+1’ Mackie 55’ Buzsáky 67’ | Marcatori |  |

| Arbitro: | J Moss |

|             |           |  |
| Dorrans 22’ | Marcatori |  |

| Arbitro: | M Clattenburg |

|             |           |  |
| Taarabt 24’ | Marcatori |  |

| Arbitro: | H Webb |

|                                                          |           |           |
| Sturridge 1’ Terry 13’} Torres 18’, 25’, 64’ Malouda 80’ | Marcatori | 84’ Cissé |

| Arbitro: | A Marriner |

|           |           |  |
| Cissé 89’ | Marcatori |  |

| Arbitro: | M Dean |

|                                       |           |                      |
| Zabaleta 39’ Džeko 90+2’ Agüero 90+4’ | Marcatori | 48’ Cissé 66’ Mackie |

### FA Cup
| Arbitro: | M. Oliver |

|              |           |              |
| Bowditch 65’ | Marcatori | 89’ Helguson |

| Arbitro: | P. Dowd |

|              |           |  |
| Gabbidon 73’ | Marcatori |  |

| Arbitro: | M. Dean |

|  |           |                 |
|  | Marcatori | 62’ (rig.) Mata |

### Football League Cup
| Arbitro: | Langford |

|  |           |                         |
|  | Marcatori | 5’ Akpa-Akpro 81’ Jones |

## Statistiche

### Statistiche di squadra
| Competizione   | Punti | In casa | In casa | In casa | In casa | In casa | In casa | In trasferta | In trasferta | In trasferta | In trasferta | In trasferta | In trasferta | Totale | Totale | Totale | Totale | Totale | Totale | DR  |
| Competizione   | Punti | G       | V       | N       | P       | Gf      | Gs      | G            | V            | N            | P            | Gf           | Gs           | G      | V      | N      | P      | Gf     | Gs     | DR  |
| -------------- | ----- | ------- | ------- | ------- | ------- | ------- | ------- | ------------ | ------------ | ------------ | ------------ | ------------ | ------------ | ------ | ------ | ------ | ------ | ------ | ------ | --- |
| Premier League | 21    | 19      | 7       | 5       | 7       | 24      | 24      | 19           | 3            | 2            | 14           | 14           | 24           | 38     | 10     | 7      | 21     | 43     | 66     | -23 |
| FA Cup         | -     | 2       | 1       | 0       | 1       | 1       | 1       | 1            | 0            | 1            | 0            | 1            | 1            | 3      | 1      | 1      | 1      | 2      | 2      | 0   |
| Carling Cup    | -     | 1       | 0       | 0       | 1       | 0       | 2       | -            | -            | -            | -            | -            | -            | 1      | 0      | 0      | 1      | 0      | 2      | -2  |
| Totale         | 21    | 22      | 8       | 5       | 9       | 25      | 27      | 20           | 3            | 3            | 14           | 15           | 25           | 42     | 11     | 8      | 23     | 43     | 66     | -23 |

### Statistiche dei giocatori
Sono in corsivo i calciatori che hanno lasciato la società a stagione in corso.
| Giocatore          | Premier League | Premier League | Premier League | Premier League | FA Cup   | FA Cup | FA Cup      | FA Cup     | Football League Cup | Football League Cup | Football League Cup | Football League Cup | Totale   | Totale | Totale      | Totale     |
| Giocatore          | Presenze       | Reti           | Ammonizioni    | Espulsioni     | Presenze | Reti   | Ammonizioni | Espulsioni | Presenze            | Reti                | Ammonizioni         | Espulsioni          | Presenze | Reti   | Ammonizioni | Espulsioni |
| ------------------ | -------------- | -------------- | -------------- | -------------- | -------- | ------ | ----------- | ---------- | ------------------- | ------------------- | ------------------- | ------------------- | -------- | ------ | ----------- | ---------- |
| P. Agyemang        | 2              | 0              | 0              | 0              | 0        | 0      | 0           | 0          | 0                   | 0                   | 0                   | 0                   | 2        | 0      | 0           | 0          |
| B. Andrade         | 1              | 0              | 0              | 0              | 0        | 0      | 0           | 0          | 1                   | 0                   | 0                   | 0                   | 2        | 0      | 0           | 0          |
| J. Barton          | 31             | 3              | 8              | 2              | 1        | 0      | 0           | 0          | 0                   | 0                   | 0                   | 0                   | 32       | 3      | 8           | 2          |
| J. Bothroyd        | 21             | 2              | 3              | 0              | 2        | 0      | 0           | 0          | 1                   | 0                   | 0                   | 0                   | 24       | 2      | 3           | 0          |
| Á. Buzsáky         | 18             | 2              | 0              | 0              | 3        | 0      | 0           | 0          | 0                   | 0                   | 0                   | 0                   | 21       | 2      | 0           | 0          |
| D. Campbell        | 11             | 1              | 0              | 0              | 1        | 0      | 0           | 0          | 0                   | 0                   | 0                   | 0                   | 12       | 1      | 0           | 0          |
| R. Černý           | 5              | -7             | 0              | 0              | 1        | -1     | 0           | 0          | 0                   | 0                   | 0                   | 0                   | 6        | -8     | 0           | 0          |
| M. Connolly        | 6              | 0              | 1              | 0              | 0        | 0      | 0           | 0          | 1                   | 0                   | 0                   | 0                   | 7        | 0      | 1           | 0          |
| L. Cook            | 0              | 0              | 0              | 0              | 0        | 0      | 0           | 0          | 1                   | 0                   | 0                   | 0                   | 1        | 0      | 0           | 0          |
| S. Derry           | 29             | 1              | 4              | 1              | 2        | 0      | 0           | 0          | 1                   | 0                   | 0                   | 0                   | 32       | 1      | 4           | 1          |
| S. Diakité         | 9              | 1              | 6              | 1              | 0        | 0      | 0           | 0          | 0                   | 0                   | 0                   | 0                   | 9        | 1      | 6           | 1          |
| K. Dyer            | 1              | 0              | 0              | 0              | 0        | 0      | 0           | 0          | 0                   | 0                   | 0                   | 0                   | 1        | 0      | 0           | 0          |
| H. Ephraim         | 2              | 0              | 0              | 0              | 0        | 0      | 0           | 0          | 1                   | 0                   | 0                   | 0                   | 3        | 0      | 0           | 0          |
| A. Ferdinand       | 31             | 0              | 2              | 0              | 2        | 0      | 0           | 0          | 0                   | 0                   | 0                   | 0                   | 33       | 0      | 2           | 0          |
| A. Faurlín         | 20             | 1              | 3              | 0              | 1        | 0      | 0           | 0          | 0                   | 0                   | 0                   | 0                   | 21       | 1      | 3           | 0          |
| G. Gabbidon        | 17             | 0              | 1              | 0              | 2        | 1      | 0           | 0          | 0                   | 0                   | 0                   | 0                   | 19       | 1      | 1           | 0          |
| F. Hall            | 14             | 0              | 3              | 0              | 2        | 0      | 1           | 0          | 0                   | 0                   | 0                   | 0                   | 16       | 0      | 4           | 0          |
| M. Harriman        | 1              | 0              | 0              | 0              | 0        | 0      | 0           | 0          | 1                   | 0                   | 0                   | 0                   | 2        | 0      | 0           | 0          |
| H. Helguson        | 16             | 8              | 2              | 0              | 3        | 1      | 0           | 0          | 1                   | 1                   | 0                   | 0                   | 20       | 10     | 2           | 0          |
| D. Cissé           | 8              | 6              | 0              | 2              | 0        | 0      | 0           | 0          | 0                   | 0                   | 0                   | 0                   | 8        | 6      | 0           | 2          |
| T. Hewitt          | 0              | 0              | 0              | 0              | 0        | 0      | 0           | 0          | 1                   | 0                   | 0                   | 0                   | 1        | 0      | 0           | 0          |
| C. Hill            | 22             | 0              | 4              | 1              | 3        | 0      | 0           | 0          | 0                   | 0                   | 0                   | 0                   | 25       | 0      | 4           | 1          |
| R. Hulse           | 2              | 0              | 0              | 0              | 1        | 0      | 0           | 0          | 0                   | 0                   | 0                   | 0                   | 3        | 0      | 0           | 0          |
| P. Kenny           | 33             | -59            | 0              | 0              | 2        | -1     | 0           | 0          | 0                   | 0                   | 0                   | 0                   | 35       | -60    | 0           | 0          |
| F. Macheda         | 3              | 0              | 1              | 0              | 3        | 0      | 0           | 0          | 0                   | 0                   | 0                   | 0                   | 6        | 0      | 1           | 0          |
| J. Mackie          | 31             | 8              | 2              | 0              | 3        | 0      | 0           | 0          | 0                   | 0                   | 0                   | 0                   | 34       | 8      | 2           | 0          |
| B. Murphy          | 0              | -0             | 0              | 0              | 0        | 0      | 0           | 0          | 1                   | -2                  | 0                   | 0                   | 1        | -2     | 0           | 0          |
| B. Perone          | 1              | 0              | 0              | 0              | 0        | 0      | 0           | 0          | 1                   | 0                   | 0                   | 0                   | 2        | 0      | 0           | 0          |
| N. Onuoha          | 16             | 0              | 2              | 0              | 0        | 0      | 0           | 0          | 0                   | 0                   | 0                   | 0                   | 16       | 0      | 2           | 0          |
| B. Orr             | 6              | 0              | 0              | 0              | 1        | 0      | 0           | 0          | 1                   | 0                   | 0                   | 0                   | 8        | 0      | 0           | 0          |
| J. Puncheon        | 2              | 0              | 0              | 0              | 0        | 0      | 0           | 0          | 0                   | 0                   | 0                   | 0                   | 2        | 0      | 0           | 0          |
| M. Rowlands        | 0              | 0              | 0              | 0              | 0        | 0      | 0           | 0          | 1                   | 0                   | 0                   | 0                   | 1        | 0      | 0           | 0          |
| D. Shittu          | 0              | 0              | 0              | 0              | 0        | 0      | 0           | 0          | 1                   | 0                   | 0                   | 0                   | 1        | 0      | 0           | 0          |
| T. Smith           | 17             | 2              | 0              | 0              | 3        | 0      | 0           | 0          | 0                   | 0                   | 0                   | 0                   | 20       | 2      | 0           | 0          |
| A. Taarabt         | 27             | 2              | 3              | 1              | 0        | 0      | 0           | 0          | 1                   | 0                   | 0                   | 0                   | 28       | 2      | 3           | 1          |
| A. Traoré          | 23             | 0              | 2              | 1              | 0        | 0      | 0           | 0          | 0                   | 0                   | 0                   | 0                   | 23       | 0      | 2           | 1          |
| S. Wright-Phillips | 32             | 0              | 3              | 0              | 2        | 0      | 1           | 0          | 0                   | 0                   | 0                   | 0                   | 34       | 0      | 4           | 0          |
| L. Young           | 23             | 2              | 5              | 0              | 3        | 0      | 0           | 0          | 0                   | 0                   | 0                   | 0                   | 26       | 2      | 5           | 0          |
| T. Taiwo           | 15             | 1              | 1              | 0              | 0        | 0      | 0           | 0          | 0                   | 0                   | 0                   | 0                   | 15       | 1      | 1           | 0          |
| B. Zamora          | 14             | 2              | 2              | 0              | 0        | 0      | 0           | 0          | 0                   | 0                   | 0                   | 0                   | 14       | 2      | 2           | 0          |